# Караванкенський тунель
Караванкенський тунель (нім. Karawankentunnel, словен. Karawankentunnel) — майже 8-кілометровий тунель, побудований між 1986 і 1991 роками, на кордоні між Австрією та Словенією, який з'єднує австрійський автобан Караванкен зі словенською автострадою A2 у напрямку Любляни між Єсениці та Розенбахом, районом Санкт-Якоб-ім -Розенталь. Він пролягає під однойменним гірським пасмом Караванке у південних Вапнякових Альпах.
Будівництво тунелю почалося в 1986 році, 1 червня 1991 року відбулося урочисте відкриття. Наступнього дня його здали в експлуатацію, хоч до червня 1992 року ще тривали оздоблювальні роботи. Після відкриття тунелю довжиною 7864 м час у дорозі від Філлаху до Любляни скоротився більше ніж на годину. Пропускна здатність — 2000 автомобілів на годину. Через інтенсивний рух у тунелі діє стале обмеження швидкості до 80 км/год. Друга труба будується з 2018 року і планується завершити її влітку 2025 року. Тоді першу трубу закриють і зроблять там капітальний ремонт. Обидві труби планується запустити в повну експлуатацію з літа 2028 року.

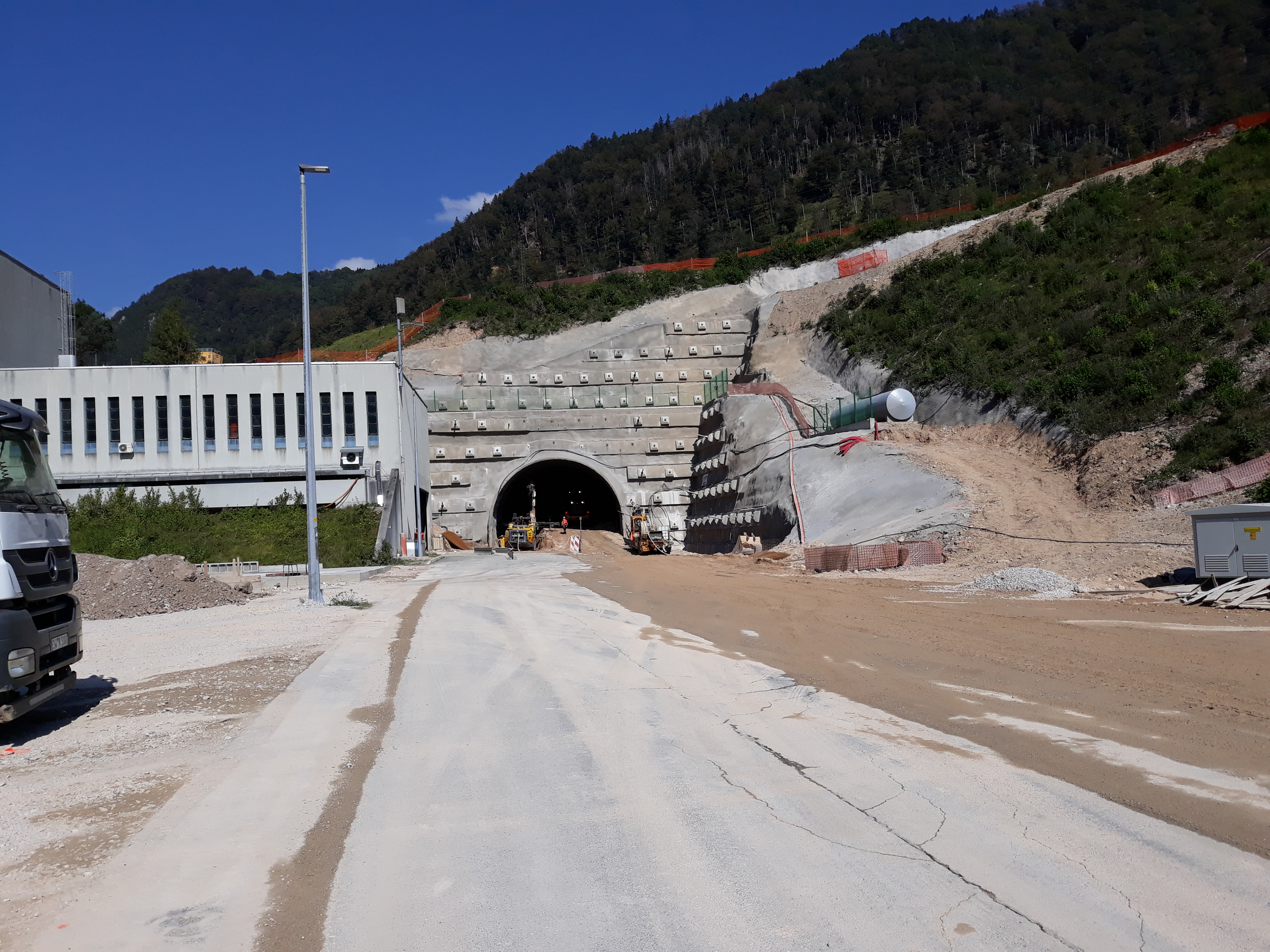
Південний портал другої труби Караванкенського тунелю

Недалеко від автомобільного тунелю пролягає однойменний залізничний тунель.

## Оплата за проїзд
За користування тунелем для всіх типів транспортних засобів стягується оплата.
Щоб скористатися тунелем, не потрібний австрійський чи словенський штамп платної дороги, оскільки до тунелю з обох боків ведуть безкоштовні дороги.
За користування тунелем передбачена сплата мита, розмір якого однаковий з австрійської та словенської сторін і у 2015 році становив 7 євро за легковий автомобіль до 3,5 тонн. За 2016 рік , мито коштувало 7,20 євро. Станом на початок 2019 року ціна становить 7,40 євро. Також існує 2 види передплачених карток. Перший дійсний протягом одного місяця з дати покупки для максимум 14 пропусків у тунелі за 32,20 євро. Картка прив'язується до номерного знака автомобіля. Невикористані поїздки втрачаються після закінчення 30-денного періоду. Словенська сторона пропонує аналогічну картку за €26,39 + ПДВ. Друга картка, ціною 61,30 євро, дійсна протягом 18 місяців і може передаватися між автомобілями. 4,25 євро вираховується щоразу, коли автомобіль проїжджає через тунель. Залишок не погашається, але його можна перерахувати на нову придбану передплачену картку.

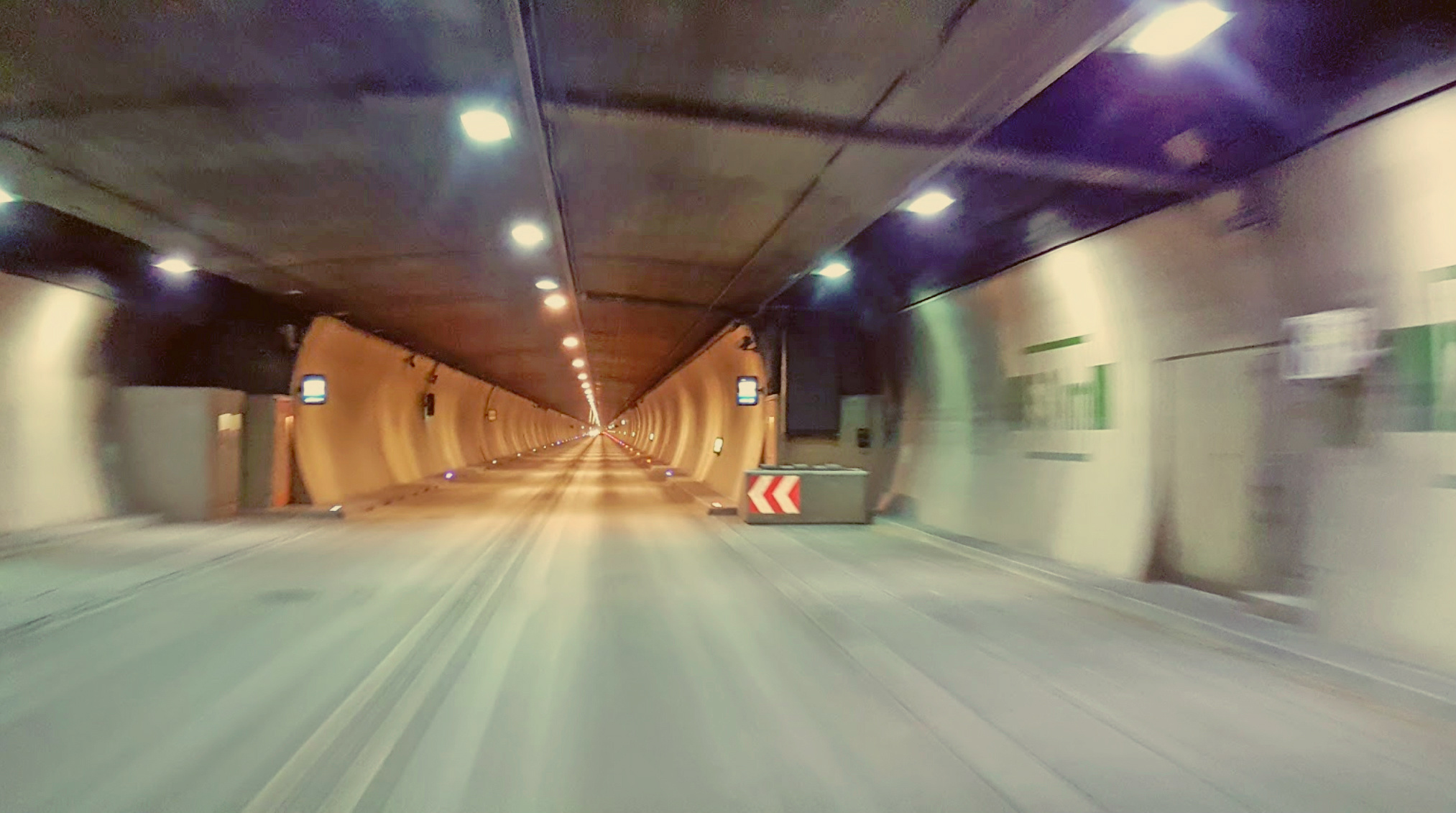
Всередині Караванкенського тунелю

Автомобілі понад 3,5 тонни сплачують від 13,56 до 38,63 євро + 20% ПДВ (від 16,27 до 46,36 євро включно з ПДВ) залежно від кількості осей і класу викидів двигуна. Ця ціна в 8,6 разів перевищує плату за таку ж довжину ділянки звичайної траси. Під час поїздок зі Словенії дорожні збори сплачуються незалежно від класу викидів ЄВРО.

## Зв’язок
Тунель забезпечує доступ до радіостанцій Hitradio Ö3 (90,4 МГц) і VAL 202 (98,9 МГц). Операторами станції є ORF (телерадіокомпанія)Австрійська телерадіокомпанія та Радіо та телебачення Словенії відповідно.